# يوليا شتيرلي
جوليا ستيرلي (من مواليد 3 أبريل 1997) هي لاعبة كرة قدم سويسرية تلعب كمدافعة لنادي إف سي زيورخ والمنتخب السويسري.

## المسيرة الرياضية

### النادي
بدأت شتيرلي مسيرتها الرياضية في سن الثامنة مع نادي أف سي موري. من عام 2012 إلى عام 2014، لعبت مع نادي أف سي آرو هو ثم انتقلت إلى نادي إف سي زيورخ، حيث فازت بالثنائية أربع مرات. حتى تاريخ 17 ديسمبر 2020، لعبت 25 مباراة مع زيوريخ في دوري أبطال السيدات للاتحاد الأوروبي، وسجلت أربعة أهداف.
أفضل نتيجة كانت الوصول إلى الدور ربع النهائي في موسم 2014/15، بعد فوز بنتيجة 2-1، حيث سجلت هدف الفوز، خسرت 2-4 في المباراة أمام نادي غلاسكو سيتي إف سي. في الموسمين 2016/17 و 2018/19 وصلت مرة أخرى إلى الدور ربع النهائي، لكنها خرجت بمجموع أهداف 0:17 ضد أوليمبيك ليون وبمجموع أهداف 0:5 ضد بايرن ميونيخ.
أُستدعيت شتيرلي للمنتخب الوطني السويسري، وظهرت مع الفريق خلال التصفيات المؤهلة لكأس العالم 2019.

## الأهداف الدولية
|    | تاريخ          | مكان                                    | الخصم  | نتيجة | نتيجة | مباراة |
| -- | -------------- | --------------------------------------- | ------ | ----- | ----- | ------ |
| 1. | 21 فبراير 2023 | مركز ماربيا لكرة القدم، ماربيا، إسبانيا | بولندا | 1 –1  | 1–1   | ودية   |